# Mária Szepes
Mária Szepes, cunoscută și sub numele Mária Papír, Mária Orsi, numele la naștere: Magda Scherbák, (n. Budapesta, 14 decembrie 1908 – d.Budapesta, 3 septembrie 2007), a fost o scriitoare, actriță, scenaristă, poetă maghiară, care a cultivat multiple genuri și stiluri, adeptă a esoterismului.